# Leonhard Jores
Leonhard Jores (* 26. März 1866 in Bonn; † 7. Februar 1935 in Kiel) war ein deutscher Pathologe und Hochschullehrer.

## Leben
Als Student wurde er Mitglied der AMV Makaria Bonn im Sondershäuser Verband. Nach seinem Studium war er Professor an der Akademie für praktische Medizin in Köln. Jores wurde 1913 Medizinprofessor an der Philipps-Universität Marburg und 1918 Ordinarius für Pathologie an der Christian-Albrechts-Universität Kiel. 1926/27 war er Rektor der CAU. Sein Lehrbuch Anatomische Grundlagen wichtiger Krankheiten wurde während des Ersten Weltkriegs für den amerikanischen Markt in die Englische Sprache übersetzt. Jores war Vater von Arthur Jores, dem Begründer der Psychosomatik in Deutschland.